# 올림픽 푸에르토리코 선수단
올림픽 푸에르토리코 선수단은 푸에르토리코를 대표하여 올림픽에 참가하는 선수단이다. 푸에르토리코는 1948년 올림픽에 처음 참가했으며 그 이후로 매년 하계 올림픽에 선수단을 파견해 왔다. 푸에르토리코도 1984년부터 동계올림픽에 참가했지만 2006년, 2010년, 2014년에는 참가하지 않았다.
푸에르토리코 선수들은 총 10개의 메달을 획득했다. 복싱에서 6개의 메달을 획득했고, 육상에서 2개, 테니스에서 1개, 레슬링에서 1개의 메달을 획득했다.
푸에르토리코 야구 국가대표팀은 1988년 서울 하계 올림픽에서 동메달을 획득했다. 그러나 이 메달은 푸에르토리코의 올림픽 메달 총계에 포함되지 않는다. 해당 경기 동안 야구는 시범 스포츠였기 때문이다.
푸에르토리코 올림픽 위원회는 1948년에 창설되었으며 같은 해 국제 올림픽 위원회의 승인을 받았다.

## 종목별 메달 집계
| 경기   | 금 | 은 | 동 | 합계 |
| ------ | -- | -- | -- | ---- |
| 복싱   | 0  | 1  | 5  | 6    |
| 레슬링 | 0  | 1  | 0  | 1    |
| 육상   | 0  | 0  | 1  | 1    |
| 테니스 | 1  | 0  | 0  | 1    |
| 합계   | 1  | 2  | 6  | 9    |

## 같이 보기
- 푸에르토리코 올림픽 위원회
- 분류:푸에르토리코의 올림픽 참가 선수
- 동계 올림픽에 참가한 열대 국가